# 劳拉·弗莱塞尔-科洛维奇
劳拉·弗莱塞尔-科洛维奇（法語：Laura Flessel-Colovic，1971年11月6日—），法国女子击剑运动员。她曾代表法国参加1996年、2000年、2004年、2008年和2012年夏季奥林匹克运动会击剑比赛，获得二枚金牌、一枚银牌和二枚铜牌。